# شهرستان هیت
شهرستان هیت (به عربی: قضاء هیت) یک شهرستان در عراق است که در استان انبار واقع شده‌است.